# Distretto di Calobre
Il distretto di Calobre è un distretto di Panama nella provincia di Veraguas con 11.493 abitanti al censimento 2010

## Geografia antropica

### Suddivisioni amministrative
Il distretto è suddiviso in dodici comuni (corregimientos)::
- Calobre
- Barnizal
- Chitra
- El Cocla
- El Potrero
- La Laguna
- La Raya de Calobre
- La Tetilla
- La Yeguada
- Las Guías
- Monjarás
- San José